# Martín Sigren
Martín Sigren Molina (Santiago, Chile; 14 de mayo de 1996) es un jugador chileno de rugby que se desempeña en la posición de Ala en el New England Free Jacks de la Major League Rugby de Estados Unidos. Es capitán de la selección de Chile desde 2020.

## Carrera
Sigren comenzó a jugar rugby en el colegio y su primer club fue el Old Boys Club de Santiago. En 2019 se incorporó al Selknam para la temporada inaugural del Super Rugby Américas. Formó parte del equipo que alcanzó las semifinales en 2021 y el subcampeonato en 2022.
En agosto de 2022, Sigren firmó por un año en el Doncaster Knights de la RFU Championship de Inglaterra, con esto se convirtió en el primer chileno en jugar rugby profesional en ese país. Dejó el club en mayo de 2023.

## Selección nacional
Debutó en la selección de Chile en 2016 ante Corea del Sur. Fue nombrado capitán del equipo en 2020, e integró el equipo que logró la primera clasificación a una Copa del Mundo de Rugby en 2023.
Con el equipo Chile XV, disputó el Sudamericano de Rugby A 2020.

### Participaciones en Copas del Mundo
| Mundial                       | Sede    | Resultado      | PJ | Tries |
| ----------------------------- | ------- | -------------- | -- | ----- |
| Copa Mundial de Rugby de 2023 | Francia | Por disputarse | ¿? | ¿?    |

## Clubes
| Club              | País       | Año             |
| ----------------- | ---------- | --------------- |
| Selknam           | Chile      | 2020-2022       |
| Doncaster Knights | Inglaterra | 2022-2023       |
| Selknam           | Chile      | 2024-actualidad |